# Isole Bliznecy (Isole Curili)
Le isole Bliznecy (in russo острова Близнецы; in italiano "isole Gemini") sono un gruppo di isole russe che fanno parte dell'arcipelago delle isole Curili e sono situate nel mare di Ochotsk. Amministrativamente fanno parte del Kuril'skij rajon dell'oblast' di Sachalin, nel Circondario federale dell'Estremo Oriente. Le isole sono disabitate.

## Geografia
Le isole Bliznecy sono un gruppo di due isole e uno scoglio con una superficie totale di 0,6 km². Si trovano nella parte meridionale delle Curili, nello stretto Urup, a ovest di punta Kastrikum (мыс Кастрикум), la punta settentrionale dell'isola di Urup, e delle isole Taira. Tra le isole e la costa dell'isola di Urup si estende una barriera corallina con profondità inferiore a 10 m, ricoperta di alghe.

### Le isole
Le isole non avevano nomi individuali e sono state così denominate durante una spedizione idrografica nell'ambito del programma "Denominazione di caratteristiche geografiche marine senza nome" nel novembre 2012.
- Sanyča (остров Саныча), la maggiore e più occidentale, è formata da due picchi, il più alto dei quali ha un'altezza 95 m.[1] La sua superficie è di 0,17 km².[2]
- Minervy (остров Минервы), con un'area di 0,054 km².[2]
- scoglio Pivnaja Kružka (Пивная Кружка), in italiano "boccale di birra" a causa della sua forma.[2]